# Wahkon
Wahkon város az Amerikai Egyesült Államok Minnesota államában, Mille Lacs megyében. Lakosainak száma 235 fő (2020. április 1.).

## Népesség
A település népességének változása:

| 2010 | 206 |
| 2020 | 235 |